# Obereignerova vila
Obereignerova vila je novorenesančně-secesní budova vzniklá přestavbou barokní stodoly v Poděbradech. Postavena byla podle návrhu architekta Josefa Fanty. Nachází se v centru města v Havlíčkově ulici. Vila je, včetně zahrady a oplocení, chráněna jako kulturní památka.

## Historie

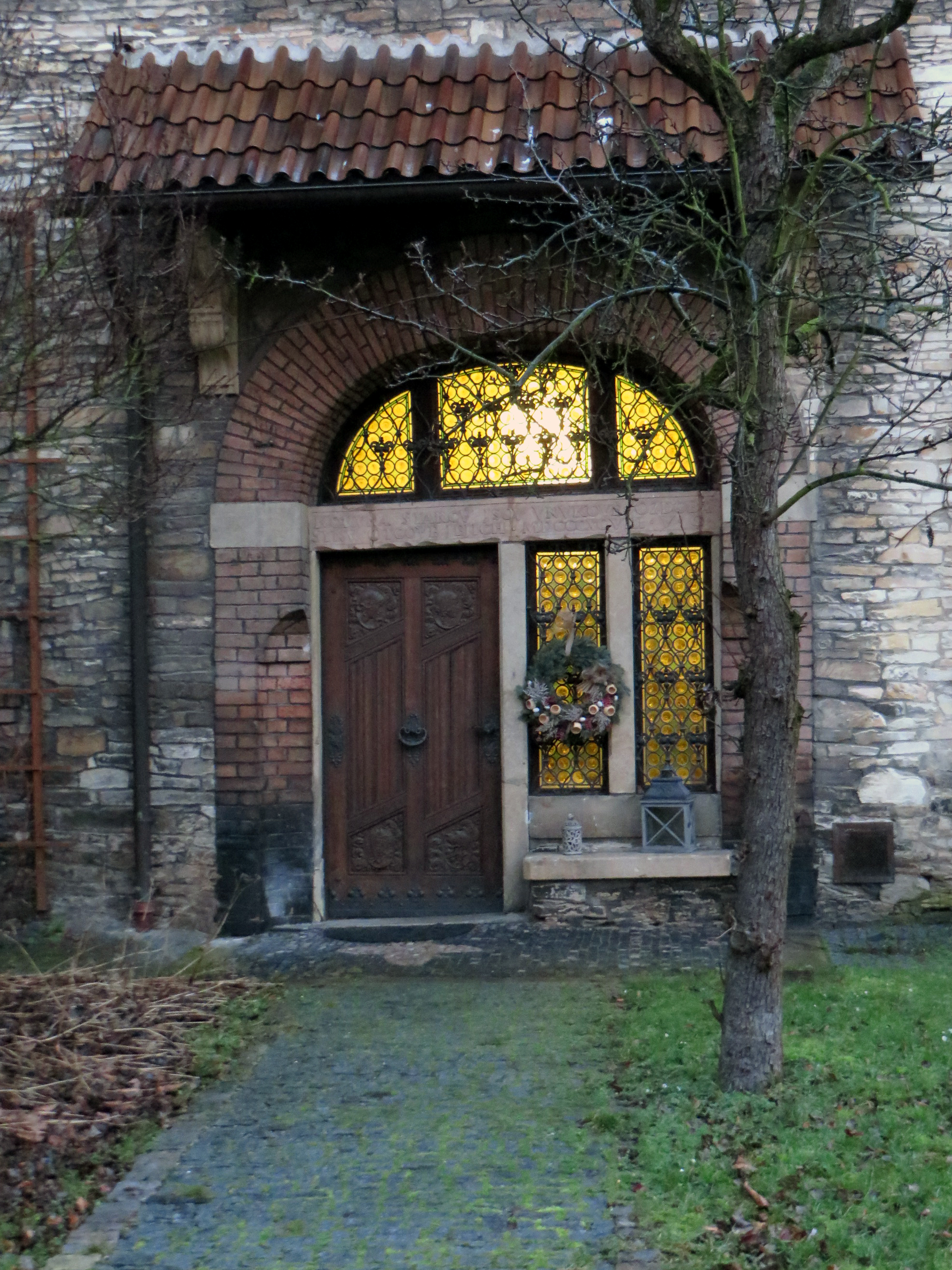
Vchod do vily

Stavitelem vily byl poděbradský rodák, geometr Vojtěch Obereigner (jeho otec Josef Obereigner byl prvním purkmistrem Poděbrad), mimo jiné spoluautor prvního regulačního plánu města. Ten se po studiích rozhodl, že si v místě stodoly na zděděné poděbradské usedlosti postaví dům. Obereigner o vypracování projektu požádal svého spolužáka z techniky Josefa Fantu, který jej přesvědčil, aby na bydlení přestavěl onu barokní stodolu. První výkresy Fanta vytvořil kolem roku 1880. Z několika návrhů vybral ten skromnější, ale vyváženější a respektující proporce původní stavby. Ten navrhl stavbu v duchu tehdy módní severské novorenesance. Vila byla dokončena roku 1898. Výrazná stavba byla kritizována konzervativně založenými občany města, takže Vojtěch Obereigner nechal do průčelí dodatečně vsadit nápis Komu se nelíbí za moje na mým, ať sobě vystaví lépěji na svým.
Za první republiky měla v domě svůj ateliér a dílnu dcera Vojtěcha Obereignera, malířka Milada Žáčková-Obereignerová (užívala pseudonym V. Rašík). Ve vile ji tehdy často navštěvovali umělci, herci a spisovatelé. Za komunistického režimu byl rodina nucena část vily pronajímat. Vila také byla různě upravována. Zůstala v majetku potomků rodiny Obereignerů, kteří ji v 21. století citlivě zrekonstruovali.

## Popis
Budova má ponecháno odhalené opukové zdivo. Má střechu z glazovaných prejzů, honosně vyhlížející stupňovité štíty, tři vikýře a ozdobné pískovcové plastiky. V přízemí jsou půlkruhově zaklenutá okna s cihlovým ostěním. V přízemí vlevo od vchodu byla Obereignerova kancelář a vpravo obytné místnosti (jídelna, kuchyň a ložnice s hostinským pokojem). Na půdě nad kanceláří byla obytná místnost a tři jednoduché pokojíky pro letní pobyty hostů.
Bohatá je její výzdoba, vytvořená místními umělci - sochařem Milanem Havlíčkem a uměleckým kovářem Janem Marešem. Do opukových zdí byly vsazeny pískovcové reliéfy s různými motivy a glosami vycházejícími z rodinných tradic. Podobné glosy byly na konci 19. století na fasádách domů často užívány (např. Antonín Wiehl a Jan Koula). Například Madona, Sv. Prokop, Jan Hus, lev s trnovou korunou (symbol rakouského útlaku Čechů), nebo medailony s vyobrazením předků stavitelovy manželky Marie Obereignerové (roz. Pokorné).
Dům se zahradou je zčásti obklopen zdí a zčásti plotem, tvořeným kamennou podezdívkou s cihlovými sloupky a ozdobnými kovanými mřížemi.

## Galerie

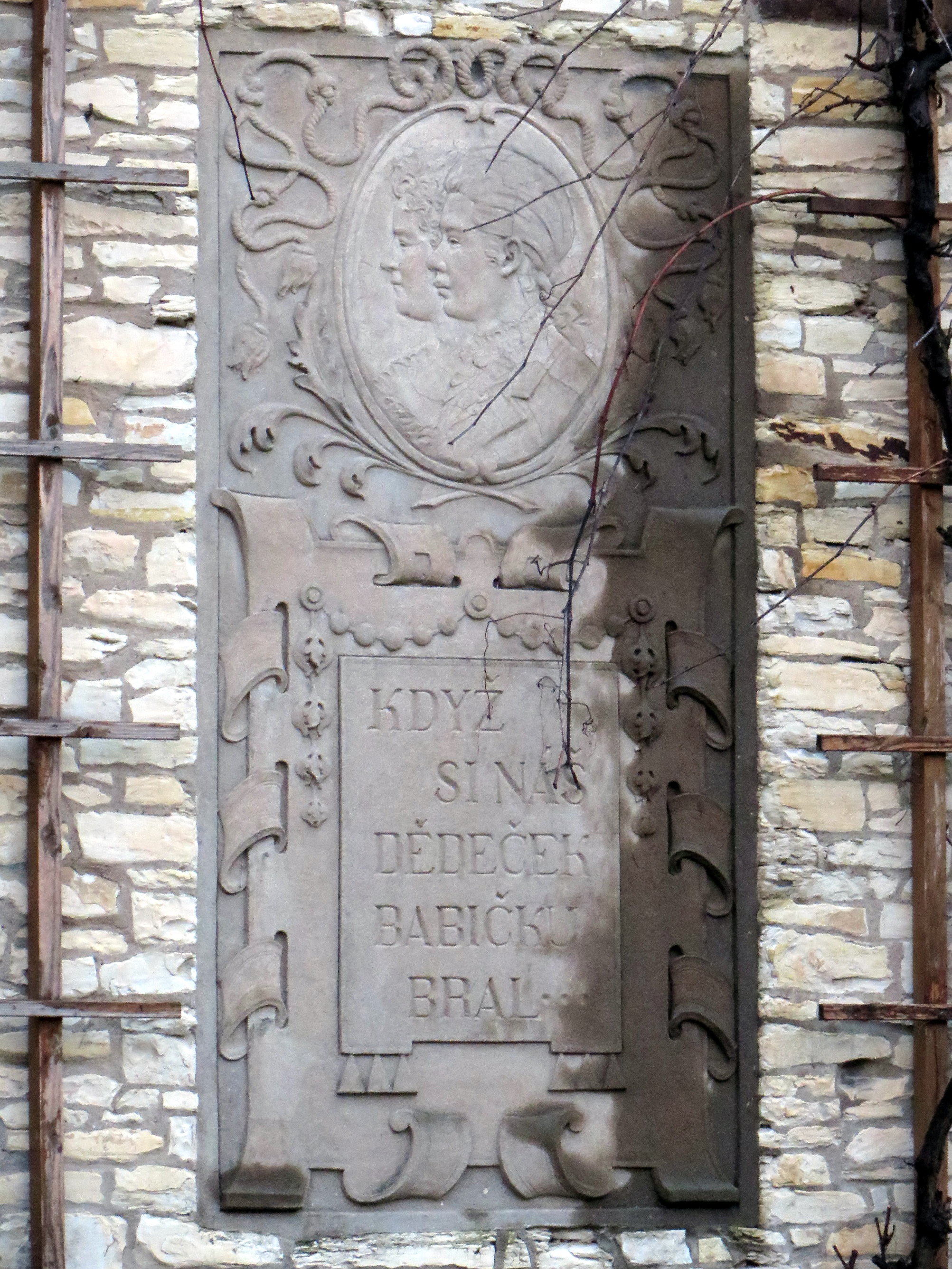
Výzdoba
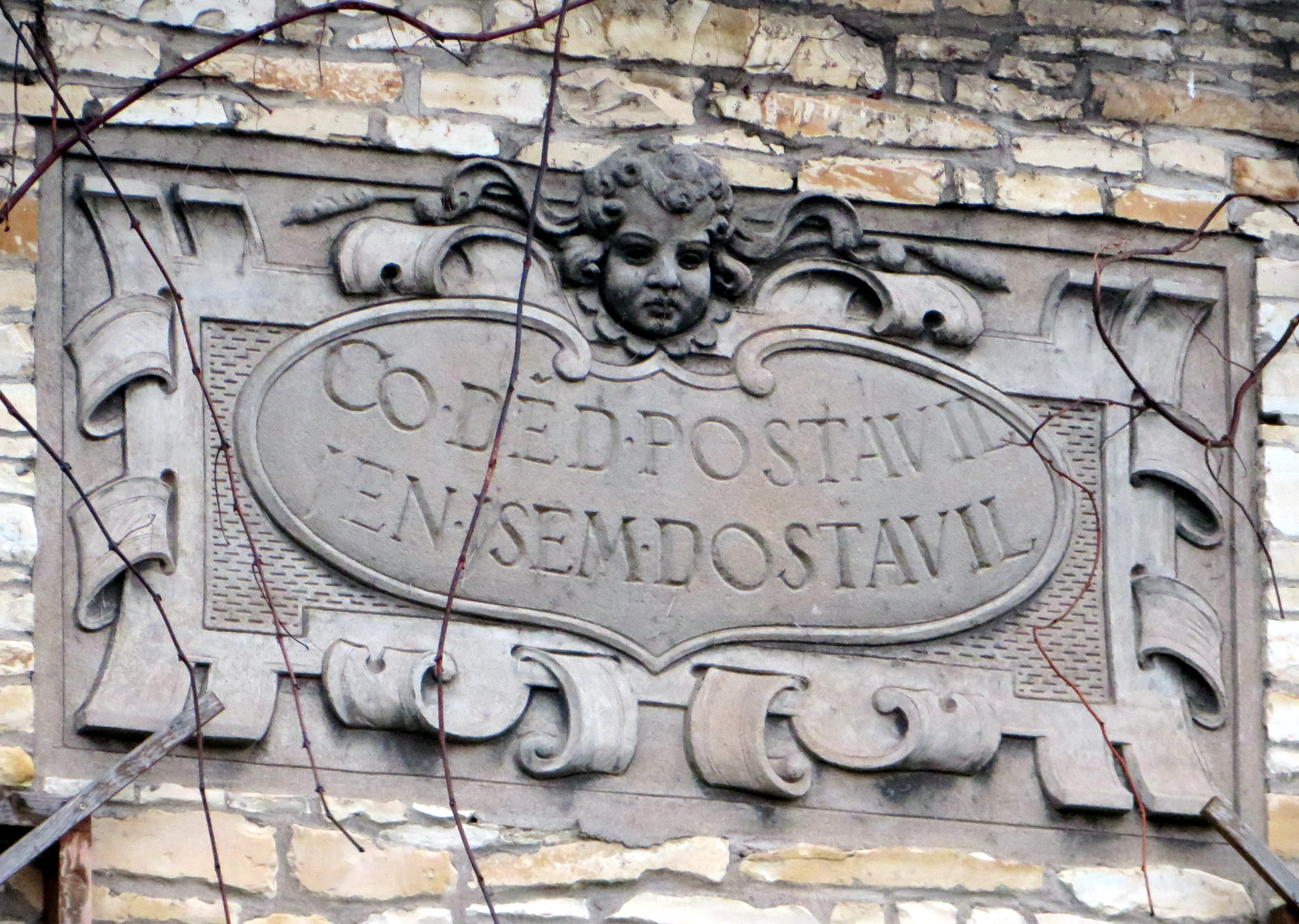
Výzdoba
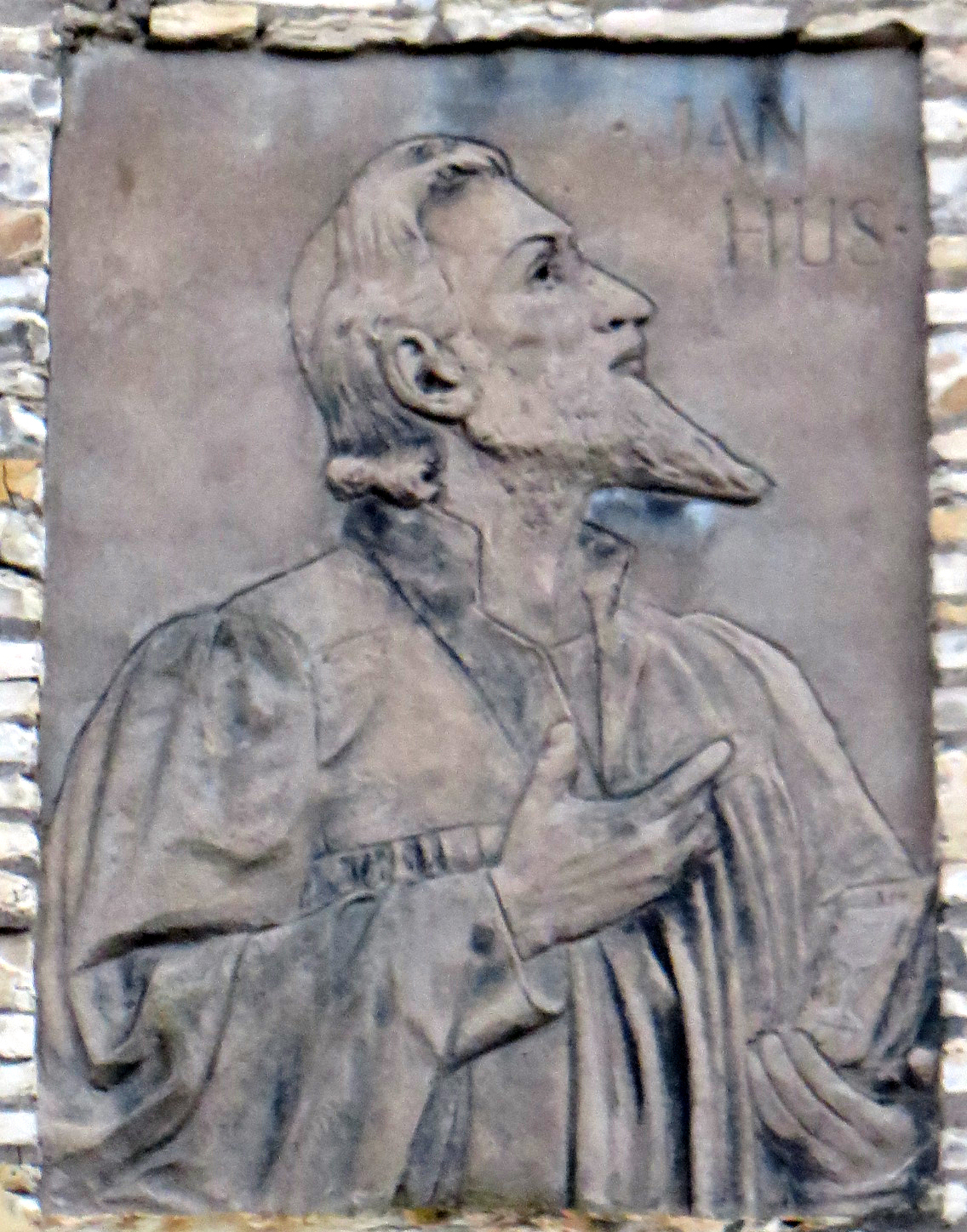
Výzdoba
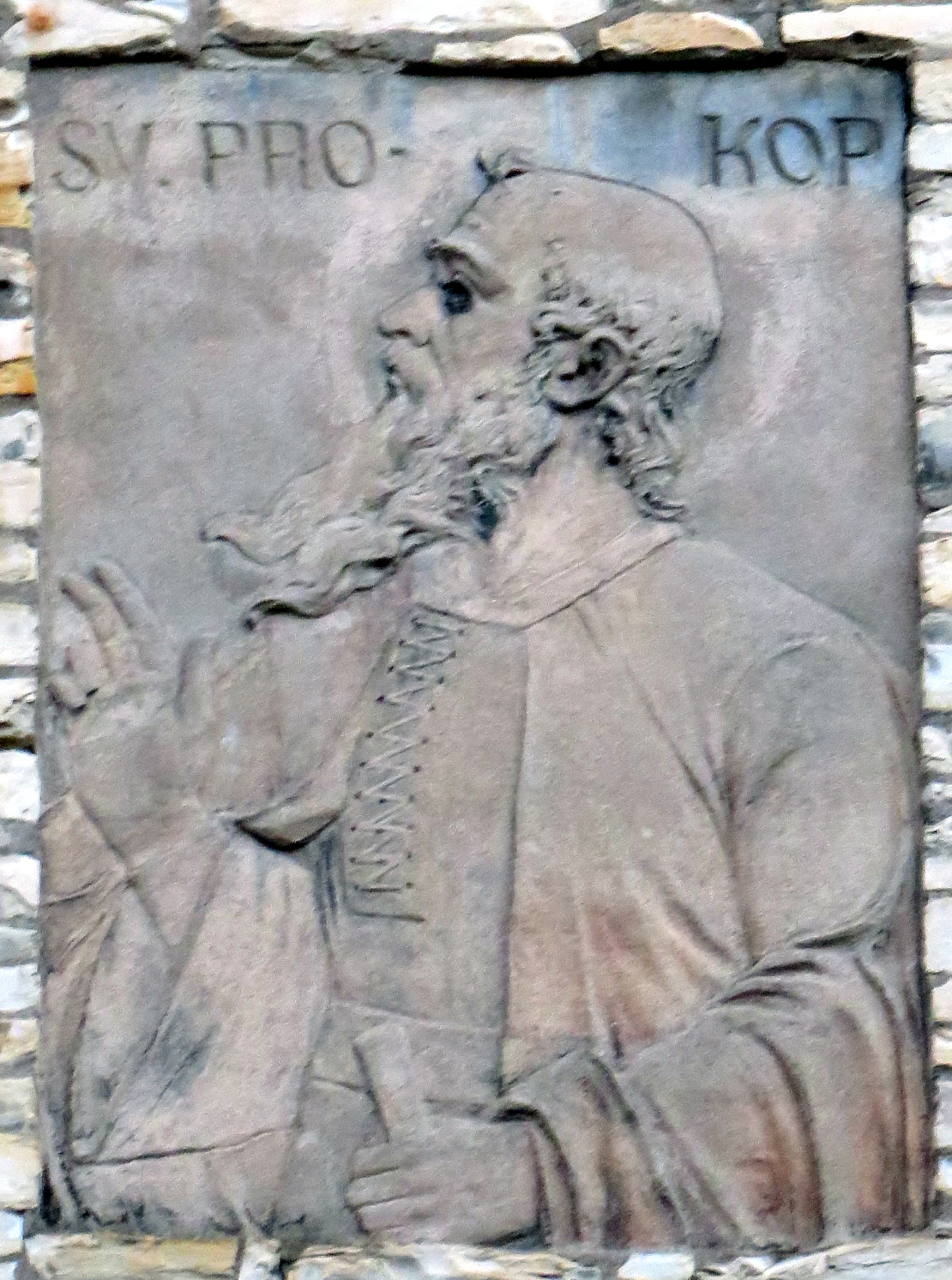
Výzdoba